# Vũ Đình Liệu
Vũ Đình Liệu (1919-2005) là một chính trị gia Việt Nam, nguyên Ủy viên Ban Chấp hành Trung ương Đảng Cộng sản Việt Nam khóa IV, V, nguyên Phó Chủ tịch Hội đồng Bộ trưởng (tương đương Phó Thủ tướng Chính phủ hiện nay) nước Cộng hòa Xã hội chủ nghĩa Việt Nam.

## Tiểu sử
Vũ Đình Liệu, tên khác là Nguyễn Thanh Bình, bí danh Tú Đình, Tư Bình; sinh năm 1919 tại xã Khánh Thôn, huyện Mỹ Lộc, tỉnh Nam Định, trong một gia đình yêu nước, có truyền thống cách mạng.
Ông hoạt động cách mạng từ tháng 07/1945, trong Cách mạng tháng tám 1945 tham gia giành chính quyền tại Trà Vinh. Ông được kết nạp vào Đảng Cộng sản Đông Dương tháng 10/1946.
Trong thời gian từ 1945 đến 30/04/1975, ông lần lượt đảm nhiệm nhiều chức vụ quan trọng tại Tây Nam Bộ như: Chủ nhiệm Việt Minh huyện Châu Thành, tỉnh Trà Vinh; Bí thư Huyện ủy Châu Thành; Phó Bí thư Tỉnh ủy Trà Vinh; Bí thư Tỉnh ủy Cà Mau; Khu ủy viên sau đó là Bí thư Khu ủy khu 9 kiêm Chính ủy Quân khu 9.
Sau 30/04/1975, ông là Ủy viên Ban Chấp hành Trung ương Đảng Cộng sản Việt Nam khoá IV và V. Ông lần lượt đảm nhiệm các chức vụ Phó Trưởng ban Tuyên huấn Trung ương; Ủy viên Thường vụ Thành ủy, Phó Chủ tịch Ủy ban nhân dân Thành phố Hồ Chí Minh; Phó Bí thư Thành ủy, Chủ tịch Ủy ban nhân dân Thành phố Hồ Chí Minh (01/1977-03/1979); Bí thư Tỉnh ủy Hậu Giang (dưới tên Nguyễn Thanh Bình).
Từ 23/4/1982 đến 16/2/1987 ông là Phó Chủ tịch Hội đồng Bộ trưởng (tương đương Phó Thủ tướng Chính phủ hiện nay), thay cho Võ Chí Công, phụ trách nông nghiệp.
Sau khi nghỉ hưu, ông còn tham gia làm Chủ tịch Hội Nghề cá Việt Nam, vận động thành lập Ngân hàng Thủy sản.
Ông mất ngày 17/06/2005 tại nhà riêng nơi ông sống tại Thành phố Hồ Chí Minh.

## Vinh danh
- Huân chương Hồ Chí Minh
- Huy hiệu 60 năm tuổi Đảng
- Nhiều Huân chương, Huy chương khác
- Tên ông được đặt cho trường Trung hoc phổ thông Châu Thành,nay là trường Trung hoc phổ thông Vũ Đình Liệu, huyện Châu Thành, tỉnh Trà Vinh.[cần dẫn nguồn]
- Tên ông được đặt cho trường tiểu học Vị Thanh 1, nay là trường tiểu học Vũ Đình Liệu, huyện Vị Thuỷ, tỉnh Hậu Giang.